# ザ・パンクルズ
ザ・パンクルズ （The Punkles）は、ビートルズとパンク・ロック・サウンドを融合させたパンク・ロック・バンド。
ビートルズと同じく、マッシュルームヘアの4人で活動。
ドイツのハンブルク出身。

## メンバー

### 最終ラインナップ
- ジョーイ・レノン (Joey Lennon) – リード・ボーカル、リズム・ギター (1998年-2006年)
- ラット・ハリスン (Rat Harrison) – リード・ギター、ボーカル (2004年-2006年)
- シド・マッカートニー (Sid McCartney) – ベース (1998年-2006年)
- マーキー・スターキー (Markey Starkey) – ドラム、パーカッション、ボーカル (1998年-2006年)

### 旧メンバー
- ディー・ディー・ハリスン (Dee Dee Harrison) – リード・ギター、ボーカル (1998年-2002年)
- キャプテン・オ・ハリスン (Captain ‘O Harrison) – リード・ギター、ボーカル (2002年-2004年)
- スティッフ・ハリスン (Stiff Harrison) – リード・ギター、ボーカル (2004年)

## ディスコグラフィ

### アルバム
- The Punkles (1998年、Wolverine)  ※ジャケットはストラングラーズのアルバム『ブラック・アンド・ホワイト』へのトリビュート。
- Punk! (2002年、Bitzcore) ※ビートルズのアルバム『ヘルプ!』とセックス・ピストルズのファースト・アルバムへのトリビュート・ジャケット。
- Beat The Punkles (2002年、Bitzcore) ※ファースト・アルバムの再発。ジャケットはビートルズのアルバム『ハード・デイズ・ナイト』へのトリビュートである。名前はアルバム『ミート・ザ・ビートルズ』のパロディ。
- 『レッド・アルバム 1998-2003』 - 1998 - 2003 (2003年、インペリアル/テイチク) ※ジャケットはビートルズの有名な『イエスタデイ・アンド・トゥデイ』の「ブッチャー」カバーへのトリビュート。
- 『ピストル』 - Pistol (2004年、Bitzcore & インペリアル/テイチク) ※ジャケットはビートルズの『リボルバー』へのトリビュート。
- 『パンクルズ・フォー・セール!』 - Punkles for Sale (2006年、Punkles & インペリアル/テイチク) ※ビートルズ『アビイ・ロード』のトリビュート・ジャケット。名前はアルバム『ビートルズ・フォー・セール』のパロディ。